# 服部常純
服部 常純（はっとり つねずみ、1815年 - 1879年）は、江戸幕府旗本。通称、左衛門佐。別名帰一（むねかず）。官途は従五位下、長門守のちに筑前守。
禄高100石の旗本服部家に生まれる。文久3年（1863年）4月に小納戸頭より長崎奉行となり5月に長崎に着任。長崎開港の後であるので、多くの外国人が住んでいたことや、各地より浪人が多く流入したため、警備隊を組み、治安維持および外国人保護にあたらせた。慶応2年（1866年）軍艦を購入し、奉行所の組頭柴誠一を艦長に任命した。乗組員に長崎海軍伝習所で学んだ地役人を採用し、長崎港の警備にあたらせた。同年8月に勘定奉行に就任し、慶応3年（1867年）海軍奉行並となり、慶応4年（1868年）2月12日より若年寄となった。
明治政府に出仕し、明治4年（1871年）修史局2等協修として地誌編纂に携わり、明治6年（1873年）から明治10年（1877年）1月まで地理局地誌課に務める。墓所は東急世田谷線松原駅から徒歩7分の服部家代々の菩提寺西福寺にある。